# Canton de Laroque
Le canton de Laroque ou de La Roque est une ancienne division administrative française, située dans le département des Pyrénées-Orientales et la région Occitanie.

## Histoire
Le canton de Laroque est créé en 1793 lors de la suppression du canton d'Argelès, dont les communes sont réparties entre ce canton et celui de Collioure, en y ajoutant une commune issue du canton de Collioure, la commune de Laroque, qui en devient le chef-lieu.
Le canton de Laroque est supprimé en 1801. Neuf des dix communes qui le constituaient sont rattachées au canton d'Argelès, de nouveau créé, tandis que L'Écluse est rattachée au canton de Céret.

## Composition

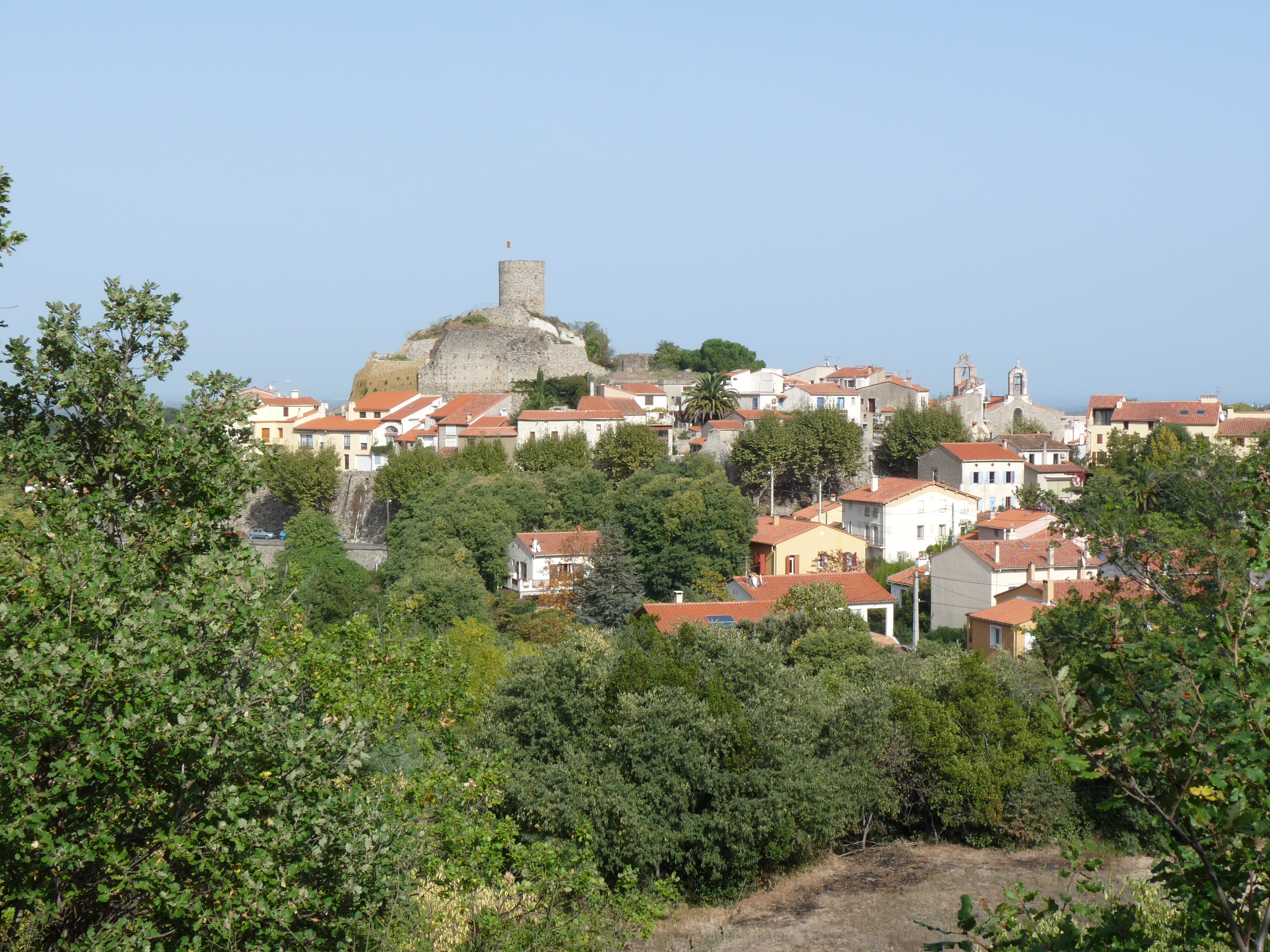
Vue de Laroque

Les communes du canton de Laroque étaient les suivantes :
- Laroque (devenue Laroque-des-Albères en 1953) : issue du canton de Collioure, rattachée au canton d'Argelès en 1801 ;
- L'Albère : issue du canton d'Argelès, rattachée à ce canton en 1801 ;
- Lavail : issue du canton d'Argelès, rattachée à ce canton en 1801 ;
- L'Écluse (devenue Les Cluses en 1984) : issue du canton d'Argelès, rattachée au canton de Céret en 1801[3] ;
- Montesquieu (devenue Montesquieu-des-Albères en 1992) : issue du canton d'Argelès, rattachée à ce canton en 1801 ;
- Palau-del-Vidre : issue du canton d'Argelès, rattachée à ce canton en 1801 ;
- Saint-André : issue du canton d'Argelès, rattachée à ce canton en 1801 ;
- Saint-Génis (devenue Saint-Génis-des-Fontaines en 1968) : issue du canton d'Argelès, rattachée à ce canton en 1801 ;
- Sorède : issue du canton d'Argelès, rattachée à ce canton en 1801 ;
- Villelongue-dels-Monts : issue du canton d'Argelès, rattachée à ce canton en 1801.